# Đại hội Thể thao Bãi biển châu Á 2016
Đại hội Thể thao Bãi biển châu Á lần thứ năm đã được diễn ra vào ngày 24 tháng 9 đến ngày 3 tháng 10 năm 2016 tại quảng trường công viên Biển Đông, thành phố Đà Nẵng, Việt Nam.
Đây là lần thứ hai Việt Nam tổ chức sự kiện thể thao đa môn cấp khu vực, sau Đại hội Thể thao Trong nhà châu Á (2009) và Đại hội Thể thao Đông Nam Á (2003). Tuy nhiên, đây sẽ là lần đầu tiên sự kiện không được tổ chức tại Hà Nội.

## Biểu trưng
Biểu trưng Đại hội Thể thao Bãi biển châu Á lần thứ năm được thiết kế để mô phỏng sóng và cát trong hình dạng của các vận động viên trẻ, khỏe mạnh và năng động, thi đấu thể thao (bóng chuyền, bóng ném) với biểu tượng của Hội đồng Olympic châu Á bên trong.
Với sức mạnh và sức mạnh của thể thao, tất cả các phần của biểu trưng vươn lên để tạo thành một hình dạng lớn V (có nghĩa là "Việt Nam", "Chiến thắng", "V" - thứ năm trong chữ cái La Mã...) mà khẳng định vai trò của nước chủ nhà, làm nổi bật tinh thần thi đấu cũng như nguyện vọng của các vận động viên chiến thắng.
Sự kết hợp giữa biển và cát vẫy cùng nhau phản ánh sức mạnh và mạnh mẽ ý chí của Việt Nam cũng như mang thông điệp thân thiện và chào mừng đến tất cả các đoàn thể thao; đại diện cho sự đoàn kết và hữu nghị của gia đình châu Á với sự kỳ vọng của Đại hội Thể thao Bãi biển châu Á lần thứ 5 thành công.

## Linh vật

Chim Yến, linh vật chính thức.

Linh vật Đại hội Thể thao Bãi biển châu Á lần thứ 5 là một đặc trưng riêng biệt của vùng duyên hải Nam Trung Bộ của Việt Nam nổi tiếng với yến sào - một sản phẩm có giá trị kinh tế cao.
Linh vật là một cậu bé được cách điệu với tóc hài hước trên đỉnh đầu, đuôi nhỏ hình chữ V (một đặc trưng của yến), cầm một ngọn đuốc thắp sáng đại diện cho tinh thần đoàn kết, hòa bình và sức sống của nhân loại. Mặt trời của Hội đồng Olympic châu Á và làn sóng truyền thống trên trang phục tượng trưng cho Đại hội Thể thao Bãi biển châu Á.
Những màu sắc được sử dụng cho linh vật là màu xanh da trời, đỏ, đen và vàng đại diện cho nước biển xanh, cát vàng và lông vũ của chim. Linh vật với trẻ con, đáng yêu và ngây thơ biểu hiện trên khuôn mặt, hình dáng đơn giản và nhiều màu sắc được kỳ vọng sẽ chạm tới trái tim của mọi người và dễ dàng để trở thành một món quà lưu niệm phổ biến.

## Địa điểm thi đấu
Đại hội Thể thao Bãi biển châu Á lần thứ 5 có 4 địa điểm cho đại hội này.
| Cụm thi đấu      | Khu vực                              | Môn thể thao |
| ---------------- | ------------------------------------ | --- |
| Cụm thi đấu số 1 | Công viên Biển Đông                  | Bóng đá, Kabaddi, Thể hình, Bóng rổ 3x3, Vật, Sambo, Jujitsu, Kurash, Vovinam, Pencat silat, Muay, Võ cổ truyền Việt Nam, Bơi marathon, Bóng nước và Đua thuyền ven biển |
| Cụm thi đấu số 2 | Khu vực Phương Trang                 | Đá cầu và Bi sắt |
| Cụm thi đấu số 3 | Bãi biển Mỹ Khê - T20                | Bóng ném, Cầu mây và Bóng chuyền |
| Cụm thi đấu số 4 | Bãi tắm Sơn Thủy - quận Ngũ Hành Sơn | Bóng gỗ và Điền Kinh |

## Lễ khai mạc
Lãnh đạo ngành Thể thao Việt Nam cùng Ban tổ chức địa phương đã có mặt tại chương trình sơ duyệt Lễ khai mạc đã diễn ra tại Quảng trường công viên Biển Đông để giám sát tiến độ chuẩn bị cho sự kiện quan trọng này. Chương trình Tổng duyệt Lễ khai mạc sẽ diễn ra lúc 20h00 ngày 23 tháng 9 và lễ khai mạc Đại hội Thể thao Bãi biển châu Á lần thứ 5 sẽ diễn ra vào lúc 20h00 ngày 24 tháng 9 tại Quảng trường công viên Biển Đông - Đà Nẵng.

## Lễ bế mạc
Lễ bế mạc Đại hội Thể thao Bãi biển châu Á lần thứ 5 sẽ diễn ra vào lúc 20h00 ngày 3 tháng 10 tại Quảng trường công viên Biển Đông - Đà Nẵng.

## Môn thi đấu
| - Bóng rổ 3x3 (2) () - Thể thao dưới nước - Bóng nước bãi biển (1) () - - Bơi marathon (4) () - Điền kinh bãi biển (14) () - Bóng ném bãi biển (2) () - Kabaddi bãi biển (2) () - Kurash bãi biển (10) () | - Sambo bãi biển (8) () - Cầu mây bãi biển (6) () - Bóng đá bãi biển (1) () - Bóng chuyền bãi biển (2) () - Bóng gỗ bãi biển (11) () - Vật bãi biển (8) () - Thể hình (7) () - Ju-jitsu (18) () | - Muay Thái (16) () - Bi sắt (9) () - Pencak silat (18) () - Đua thuyền ven biển (6) () - Đá cầu (7) () - Võ cổ truyền Việt Nam (11) () - Vovinam (9) () |

## Lịch thi đấu
| KM | Lễ khai mạc | ● | Các nội dung thi đấu | 1 | Chung kết các nội dung | BM | Lễ bế mạc |

| Tháng 9-10 năm 2016     | T4 21 | T5 22 | T6 23 | T7 24 | CN 25 | T2 26 | T3 27 | T4 28 | T5 29 | T6 30 | T7 1 | CN 2 | T2 3 | Huy chương vàng |
| ----------------------- | ----- | ----- | ----- | ----- | ----- | ----- | ----- | ----- | ----- | ----- | ---- | ---- | ---- | --------------- |
| Bóng rổ 3x3             |       |       |       |       |       | ●     | ●     | ●     | 2     |       |      |      |      | 2               |
| Bóng nước bãi biển      |       |       |       |       |       | ●     | ●     | ●     | ●     | ●     | ●    | 1    |      | 1               |
| Bơi marathon            |       |       | 2     |       | 2     |       |       |       |       |       |      |      |      | 4               |
| Điền kinh bãi biển      |       |       |       |       |       | 2     | 4     | 1     | 7     |       |      |      |      | 14              |
| Bóng ném bãi biển       |       |       |       |       | ●     | ●     | ●     | ●     | ●     | ●     | ●    | 2    |      | 2               |
| Kabaddi bãi biển        |       |       | ●     | ●     | ●     | ●     | 2     |       |       |       |      |      |      | 2               |
| Kurash bãi biển         |       |       |       |       | 3     | 3     | 4     |       |       |       |      |      |      | 10              |
| Sambo bãi biển          |       |       |       |       |       |       |       |       |       | 3     | 3    | 2    |      | 8               |
| Cầu mây bãi biển        |       |       |       |       | ●     | ●     | 2     | ●     | 2     | ●     | ●    | 2    |      | 6               |
| Bóng đá bãi biển        |       |       |       |       | ●     | ●     | ●     |       | ●     | ●     | ●    | 1    |      | 1               |
| Bóng chuyền bãi biển    |       |       |       |       | ●     | ●     | ●     | ●     | ●     | ●     | ●    | 2    |      | 2               |
| Bóng gỗ bãi biển        |       |       |       |       | ●     | ●     | ●     | ●     | 7     | ●     | ●    | 4    |      | 11              |
| Vật bãi biển            |       |       |       |       |       |       |       |       |       | 3     | 3    | 2    |      | 8               |
| Thể hình                |       |       |       |       |       |       | ●     | 7     |       |       |      |      |      | 7               |
| Đua thuyền ven biển     |       |       |       |       |       |       | ●     | 2     | 2     |       | 2    |      |      | 6               |
| Ju-jitsu                |       |       |       |       | 8     | 7     | 3     |       |       |       |      |      |      | 18              |
| Muay                    | ●     | ●     | ●     |       | ●     | 16    |       |       |       |       |      |      |      | 16              |
| Bi sắt                  |       |       |       |       | ●     | 3     | 2     | 2     | ●     | 2     |      |      |      | 9               |
| Pencak silat            |       |       |       |       |       |       | 6     | ●     | ●     | ●     | 12   |      |      | 18              |
| Đá cầu bãi biển         |       |       |       |       |       | ●     | ●     | ●     | ●     | ●     | 7    |      |      | 7               |
| Võ cổ truyền Việt Nam   |       |       |       |       |       |       |       |       | ●     | ●     | ●    | 11   |      | 11              |
| Vovinam                 |       |       |       |       |       |       |       |       |       | 3     | 3    | 3    |      | 9               |
| Nghi lễ                 |       |       |       | KM    |       |       |       |       |       |       |      |      | BM   |                 |
| Tổng số huy chương vàng | 0     | 0     | 2     | 0     | 8     | 32    | 27    | 12    | 20    | 11    | 30   | 30   | 0    | 172             |
| Tháng 9-10 năm 2016     | T4 21 | T5 22 | T6 23 | T7 24 | CN 25 | T2 26 | T3 27 | T4 28 | T5 29 | T6 30 | T7 1 | CN 2 | T2 3 | Huy chương vàng |

## Quốc gia tham dự
41 trên tổng số 45 quốc gia châu Á được tham dự. CHDCND Triều Tiên, Palestine, Ả Rập Xê Út và Yemen đã không tham dự. Dưới đây là danh sách các NOC tham dự; số vận động viên thể hiện trong ngoặc.
Tính đến ngày 3 tháng 10 năm 2016
- Afghanistan (51)
- Bangladesh (23)
- Bhutan (8)
- Bahrain (15)
- Brunei (4)
- Campuchia (44)
- Trung Quốc (152)
- Hồng Kông (83)
- Indonesia (66)
- Ấn Độ (169)
- Vận động viên Olympic độc lập (1)
- Iran (33)
- Iraq (28)
- Jordan (25)
- Nhật Bản (54)
- Kazakhstan (34)
- Kyrgyzstan (11)
- Hàn Quốc (62)
- Lào (81)
- Liban (29)
- Ma Cao (10)
- Malaysia (64)
- Maldives (20)
- Mông Cổ (37)
- Myanmar (24)
- Nepal (18)
- Oman (29)
- Pakistan (41)
- Philippines (65)
- Qatar (39)
- Singapore (28)
- Sri Lanka (40)
- Syria (12)
- Thái Lan (291)
- Tajikistan (10)
- Turkmenistan (53)
- Đông Timor (4)
- Đài Bắc Trung Hoa (53)
- UAE (38)
- Uzbekistan (26)
- Việt Nam (322)

## Bảng huy chương
Chủ nhà quốc gia
Tính đến ngày 3 tháng 10 năm 2016
| 1         | Việt Nam (VIE)                      | 52  | 44  | 43  | 139 |
| 2         | Thái Lan (THA)                      | 36  | 24  | 30  | 90  |
| 3         | Trung Quốc (CHN)                    | 12  | 18  | 19  | 49  |
| 4         | Iran (IRI)                          | 9   | 6   | 6   | 21  |
| 5         | Mông Cổ (MGL)                       | 7   | 4   | 8   | 19  |
| 6         | Campuchia (CAM)                     | 6   | 6   | 9   | 21  |
| 7         | Qatar (QAT)                         | 5   | 1   | 1   | 7   |
| 8         | Jordan (JOR)                        | 4   | 4   | 5   | 13  |
| 9         | UAE (UAE)                           | 4   | 2   | 3   | 9   |
| 10        | Malaysia (MAS)                      | 3   | 6   | 5   | 14  |
| 11        | Indonesia (INA)                     | 3   | 5   | 9   | 17  |
| 12        | Kazakhstan (KAZ)                    | 3   | 5   | 4   | 12  |
| 13        | Myanmar (MYA)                       | 3   | 5   | 3   | 11  |
| 14        | Lào (LAO)                           | 3   | 3   | 24  | 30  |
| 15        | Uzbekistan (UZB)                    | 3   | 1   | 3   | 7   |
| 16        | Ấn Độ (IND)                         | 2   | 4   | 18  | 24  |
| 17        | Philippines (PHI)                   | 2   | 4   | 15  | 21  |
| 18        | Đài Bắc Trung Hoa (TPE)             | 2   | 4   | 10  | 16  |
| 19        | Turkmenistan (TKM)                  | 2   | 4   | 9   | 15  |
| 20        | Singapore (SGP)                     | 2   | 3   | 7   | 12  |
| 21        | Pakistan (PAK)                      | 2   | 3   | 6   | 11  |
| 22        | Bahrain (BRN)                       | 2   | 0   | 0   | 2   |
| 23        | Hàn Quốc (KOR)                      | 1   | 4   | 11  | 16  |
| 24        | Oman (OMA)                          | 1   | 3   | 0   | 4   |
| 25        | Nhật Bản (JPN)                      | 1   | 2   | 7   | 10  |
| 26        | Iraq (IRQ)                          | 1   | 1   | 8   | 10  |
| 27        | Kyrgyzstan (KGZ)                    | 1   | 0   | 4   | 5   |
| 28        | Hồng Kông (HKG)                     | 0   | 4   | 4   | 8   |
| 29        | Liban (LIB)                         | 0   | 1   | 6   | 7   |
| 30        | Syria (SYR)                         | 0   | 1   | 2   | 3   |
| 31        | Ma Cao (MAC)                        | 0   | 0   | 5   | 5   |
| 32        | Afghanistan (AFG)                   | 0   | 0   | 3   | 3   |
| 33        | Sri Lanka (SRI)                     | 0   | 0   | 2   | 2   |
| 34        | Brunei (BRU)                        | 0   | 0   | 1   | 1   |
| 34        | Vận động viên Olympic độc lập (IOA) | 0   | 0   | 1   | 1   |
| Tổng cộng | Tổng cộng                           | 172 | 172 | 291 | 635 |

## Nhà tài trợ
- VNPT
- La Vie
- Vietnam Airlines
- Football Thai Factory Sporting Goods Co, Ltd.
- Bảo hiểm Bảo Việt